# Polis (Albania)
Polis è una frazione del comune di Librazhd in Albania (prefettura di Elbasan).
Fino alla riforma amministrativa del 2015 era comune autonomo, dopo la riforma è stato accorpato, insieme agli ex-comuni di Hotolisht, Lunik, Orenjë, Qendër Librazhd e Stëblevë a costituire la municipalità di Librazhd.

## Località
Il comune era formato dall'insieme delle seguenti località:
- Polis
- Mirake
- Gostime
- Sheh
- Gureshpate
- Vila